# Оковани шофери
Оковани шофери је совјетско-југословенски ратни филм из 1975. сниман у режији Владимира Павловића.

## Радња
Партизани нападају дугачку колону немачких камиона која вози бензин на фронт. Операција је тешка јер су Немци везали заробљене совјетске војнике за точкове. Циљ је да се зауставе немачки камиони и спасе сви заробљеници што није нимало лако.

## Улоге
| Глумац                 | Улога   |
| ---------------------- | ------- |
| Вељко Мандић           | Коста   |
| Душан Јанићијевић      | Јавор   |
| Владимир Поповић       | Срећко  |
| Драгомир Бојанић Гидра | Зоран   |
| Татјана Сидоренко      | Љуба    |
| Лев Дуров              | Петров  |
| Борис Рундев           | Бонер   |
| Александар Аржиловски  | Јержов  |
| Глеб Стриженов         | Каленич |
| Владимир Висоцки       | Солодов |